# Star Wars Tech
Star Wars Tech, noto anche come La tecnologia di Star Wars, è un documentario televisivo del 2007 sulla scienza e sulla tecnologia di Guerre stellari inclusi i droidi  e altri aspetti importanti come gli arti robotici di Dart Fener, la spada laser e un X-Wing confrontato con i moderni aerei a reazione. Il documentario è stato trasmesso su The History Channel il 28 maggio 2007, successivamente è stato incluso nei contenuti speciali dell'uscita in Blu-ray della esalogia della saga di Guerre stellari.
L'ingegnere di propulsione della NASA Todd Barber è anche un partecipante accreditato del documentario.  Nel documentario sono inclusi anche i commenti di scienziati predominanti come Lawrence Krauss e Jeanne Cavelos.
Il documentario è stato pubblicato anche su Disney+ negli Extra di Star War: Episodio III - La vendetta dei Sith.
Il documentario è inedito in lingua italiana, ma nel cofanetto e su Disney+ sono disponibili i sottotitoli, italiano compreso.